# 白鳥由里
白鳥由里（日语：／ Shiratori Yuri，1968年8月20日—），日本女性配音員、旁白。出身於神奈川縣。身高152cm。O型血。

## 簡介
原屬ARTSVISION，現所屬81 Produce（2005年7月1日加入）。日本播音演技研究所出身。
為人熟悉的代表配音作品有《靈異教師神眉》的雪姬、《雙星仙子》的LALA、《飛天少女豬》主角國分果林／寶妮、《地球守護靈》主角阪口亞梨子、《大草原上的小天使 灌叢嬰猴》主角灌叢嬰猴／墨菲、《桃色姊妹花》主角村上桃子、《安琪莉可》系列的安琪莉可·立摩朱、《魔法騎士雷阿斯》的莫柯那、《機械女神系列》的櫻桃、《幽☆遊☆白書》的雪菜、《浪客劍心》的三條燕、《ANGELIC LAYER 天使領域》的小林鳩子《魔法老師！》的相坂小夜、《涼宮春日的憂鬱 (2006年版)》的喜綠江美里、《戀愛班長》的星野姬香等。

### 經歷、人物
擁有像小孩般的透明清澈的聲質，因此有「銀之聲」的美稱。
1989年出道迄今，有許多男性聲迷私設後援會。
在動畫《魔法老師》系列麻帆良學園中等部登場的31位女主角聲優群中，白鳥是最年長的一位。
白鳥本身很喜歡旅行，因為她很想去法國，因此學過法語。有飼養一隻狗，名字叫。
白鳥自從出道以來，名字經常被動畫情報雜誌記做「百鳥」、「由梨」（跟同期的天野由梨混淆）、「百合」，以及「白鳥英美子（創作歌手）」。

## 演出
粗體字表示主要角色。

### 電視動畫
1989年
- 烏龍少爺（日语：おぼっちゃまくん）（凱薩琳）
- 魔動王（希爾達）

1990年
- 魔神英雄傳2（チェンミン、魔少女）
- 長腿叔叔（聖喬治孤兒院的少女B）

1991年
- 朱古力小精靈（日语：おばけのホーリー）
- 櫻桃小丸子 (第1期)（真千子）
- 崔普一家物語（小瑪莉亞〈瑪莉亞·馮·崔普〉[4][注 1]）
- 丸出日太夫（梅子[5]、桃子[5]、姊妹）

1992年
- 踢向明天（日语：あしたへフリーキック）（笠山未來、栗原由美）
- 風中少女 金髮珍妮（貝蒂）
- 元氣爆發伏魔金剛（結城千夏）
- 電腦小奇俠（日语：ゲンジ通信あげだま）（白鳥尤莉）
- 人小鬼大（花子）
- 大草原上的小天使 灌叢嬰猴（灌叢嬰猴／墨菲[6]、愛麗絲）
- 勇者傳說達鋼（櫻小路螢）
- 緞帶魔法姫（野野原愛子）
- 超時空保姆（立花惠理子）
- 蜜柑繪日記（女孩子）
- 幽☆遊☆白書（少女、沙耶香）

1993年
- 灌籃高手（島村葉子）
- 南國少年奇小邪（哲學君）
- 幽☆遊☆白書（雪菜[7]、小波、喪喪連鬼）

1994年
- 飛天少女豬（國分果林／寶妮）
- 機動武鬥傳G鋼彈（賽希爾·波爾加）
- 淘氣貓 喵喵三丁目 (第2期)（愛美）
- 魔法騎士雷阿斯（莫柯那[8]、普麗美拉[8]）

1995年
- 動畫世界的童話（日语：世界名作童話シリーズ ワ〜ォ!メルヘン王国）（公主）
- 愛天使傳說（麗子）
- 近所物語
- 十二生肖爆烈戰士（小紅帽）
- 酷媽寶貝蛋（保與田彬）

1996年
- 無家可歸的孩子蕾米（莎拉）
- 怪盜Saint Tail（美雪）
- 鬼太郎 (第4作)（パッパ）
- 靈異教師神眉（雪姬）
- 機械女神J（櫻桃）
- 逮捕令（山田康代）
- 櫻桃小丸子 (第2期)（長山小春〈初代〉）
- 熱鬥小馬（本多麗）
- YAT安心！宇宙旅行（日语：YAT安心!宇宙旅行）（小薰）
- 浪客劍心（三條燕）

1997年
- 大盜五右衛門（日语：アニメがんばれゴエモン）
- 吸血姬美夕（莉莉絲）
- CLAMP學園偵探團（雅妮塔）
- 烙印勇士（夏洛特）
- 少女革命（桐生七實）
- 超魔神英雄傳（契爾得）
- 橫行太保（揉山靜花）
- 靈異獵人（二君）
- 神奇寶貝（富子）

1998年
- （綠）
- 機械女神J to X（櫻桃）
- 波波羅古洛伊斯物語（娜兒希雅、凱）
- 炸彈人 彈珠人爆外傳（白鷺隆）
- 桃色姊妹花（日语：ももいろシスターズ）（村上桃子）

1999年
- Arc The Lad II（日语：アークザラッドII#テレビアニメ）（莉雅）
- 臣士魔法劇場 利斯基☆塞夫提（日语：臣士魔法劇場 リスキー☆セフティ）（法吉·薩謝斯）
- 麻辣教師GTO（淺倉惠）
- 天使不設防！（艾嘉）
- 力石戰士（凱西）
- 魔術士歐菲 Revenge（エアロカスタム）
- 怪獸農場 ～圓盤石的秘密～（日语：モンスターファーム (アニメ)）（莫吉）

2000年
- 金田一少年之事件簿（荻野千花）
- 蠟筆小新（輝信〈第2代〉）
- 奇異的破曉（日语：ストレンジドーン）（艾里拉王女、術師）
- 麵包超人（〈第2代〉、羊男）
- 哆啦A夢 (大杉羨代版)（唯、女孩子B、女孩子A、電視旁白）
- 深藍救兵（區公所女性）
- BOYS BE…（水谷亞紀）
- 女神候補生（丘恩·優格）
- 怪獸農場 ～前往傳說之路～（莫吉）
- 闇之末裔（閂若葉）
- 純情房東俏房客（成瀨川茗[9]）
- 純情房東俏房客 聖誕特別篇（成瀨川茗[10]）

2001年
- ANGELIC LAYER 天使領域（小林鳩子）
- 宇宙戰士零（日语：コスモウォーリアー零）（海爾瑪緹亞）
- 熱帶雨林的爆笑生活（拉維納）
- 麵包超人（桃、春雨小姐）
- 幽浮寶貝（夢小路小梅）
- 哆啦A夢 (大杉羨代版)（小雪）
- 小小雪精靈（雪使者）
- 七虹香電擊作戰（艾麗絲）
- PROJECT ARMS（凱洛兒）
- 純情房東俏房客 春節特別篇（成瀨川茗[11]）

2002年
- 我們這一家（美惠）
- 犬夜叉（小梅）
- 彩夢芭蕾（莉莉[12]）
- 陸上防衛隊（菊一文字參號[13]）

2003年
- 音速小子X（瑪莉亞·羅伯多尼克）
- 麵包超人（ポップコーンマン、蒲公英妹妹〈第2代目〉）
- 神奇寶貝超世代（杜娟）

2004年
- 怪傑佐羅利（外星人公主）
- 蒼穹之戰神（少年）
- 忘却的旋律（芙萊因·邦妮）
- 神奇寶貝超世代（奈美子）
- 名偵探柯南（深津春美）

2005年
- 我的太太是魔法少女（金城烏努努／喬安娜·葛雀）
- 增血鬼果林（愛爾達·馬可）
- 哈姆太郎（キャンディーちゃん）
- 神奇寶貝超世代（敦美）
- 魔法老師！（相坂小夜）

2006年
- OBAN STAR-RACERS（日语：オーバン・スターレーサーズ）（樂園）
- 涼宮春日的憂鬱 (2006年版)（喜綠江美里）
- 戀愛天使安琪莉可 ～心甦醒之時～（神鳥女王）
- 地獄少女 二籠（紅林令子）
- 魔法老師!?（相坂小夜）[注 2]
- 小心啊公主（小出瑪莉[14]）
- 不可思議星球的☆雙胞胎公主 Gyu！（ビビン）
- 怪傑佐羅利（外星人公主）

2007年
- 丸少爺（天子）
- 花漾明星KIRARIN（綾）
- Hello Kitty 蘋果森林之謎（日语：ハローキティ りんごの森シリーズ）
- Hello Kitty 蘋果森林與平行城鎮（モンティーヌ）
- 名偵探柯南 第460話 1年B班大作戰（東尾瑪麗亞）
- 蔬菜的妖精 N.Y.SALAD（日语：やさいのようせい N.Y.SALAD）（高麗菜芽）

2008年
- 花漾明星KIRARIN STAGE3（白濱美咲）
- SCARECROWMAN THE ANIMATION（日语：スケアクロウマン）（瑪莉）
- 全力兔（クイナちゃん）
- 二十面相少女（田端）

2009年
- 戀愛班長（星野姬香）

2010年
- 戀愛班長 Second Collection（星野姬香）
- 名偵探柯南（久瀨未紘）

2016年
- 見習神仙 秘密的心靈（帕利尼、西園寺茜、夏洛特）

2017年
- 悠久持有者！ ～魔法老師！2～（相坂小夜[15]）
- 見習神仙 秘密的心靈（帕利尼、西園寺茜）

2018年
- 見習神仙 秘密的心靈（帕利尼）

2019年
- 名偵探柯南 第941話 尋找瑪利亞(前篇)、第942話 尋找瑪利亞(後篇) （東尾瑪麗亞）

2020年
- 更多！怪傑佐羅利（科詩茉公主）

### OVA
1990年
- 花之飛鳥組！2（日语：花のあすか組!#OVA2）（尾木春美）
- 冒險！伊庫薩3（霞渚）

1991年
- （女學生A）
- GALL FORCE 新世紀篇（日语：ガルフォース）（帕露）
- 孔雀王3 櫻花豐穣（澤羅里惠）
- BURN-UP（沙耶香）

1992年
- 甲龍傳說（日语：甲竜伝説ヴィルガスト）（蕾咪）

1993年
- 地球守護靈（阪口亞梨子）

1994年
- 伊蘇IV The Dawn of Ys 新作OVA 預告篇（莉莎）
- 湘南純愛組！（女學生）
- 正義使者臀娘（天地真理）
- 爆炎學園（日语：爆炎CAMPUSガードレス）（由佳）

1995年
- 戰少女（甲斐渚）
- 機械女神R（櫻桃）
- 黃金小子（紀子）
- 秘境探險法姆&伊莉（日语：秘境探検ファム&イーリー）（瑪莉）
- 美少女遊擊隊Battle Skipper（日语：美少女遊撃隊バトルスキッパー）（江崎佳奈未）
- 女神天國（日语：女神天国）（莉莉絲）
- 樂勝！Hyper Doll（日语：楽勝!ハイパードール）（間祥子）

1996年
- TWIN SIGNAL（艾拉拉）
- POWER DoLLS Project α（米莉森特·艾凡斯）
- Panzer Dragoon（日语：パンツァードラグーン）（艾麗塔）
- 寶魔獵人萊姆（日语：宝魔ハンターライム）（瀨尾水樹）

1997年
- AIKa（藍黛莫首領）
- 工業哀歌排球男孩（日语：工業哀歌バレーボーイズ）（美紀）
- 機械女神J again（櫻桃）
- 魔法騎士雷阿斯（莫柯那）

1998年
- 魔法王國的俏皮小公主（日语：でたとこプリンセス）

2000年
- 安琪莉可 純白羽翼回憶錄（日语：アンジェリーク 天空の鎮魂歌）（安琪莉可·立摩朱）
- 天使禁獵區（梅塔特蓉）
- 怪醫黑傑克（耕一郎少年）
- 我們是皮丘兄弟（熊寶寶）

2001年
- 安琪莉可 ～從聖地獻上愛～（日语：アンジェリーク トロワ）（安琪莉可·立摩朱）
- 純情房東俏房客（成瀨川茗）
- 浪客劍心 星霜篇（三條燕）

2002年
- 熱帶雨林的爆笑生活Deluxe（拉維納）
- 純情房東俏房客 Again（成瀨川茗）
- 洛克人 向星星許願（茜）

2003年
- 熱帶雨林的爆笑生活Final（拉維納）

2004年
- 魔法老師！（相坂小夜）
- 秋之回憶3.5 向著回憶的彼方（荷嶋深步）

2005年
- OVA安琪莉可（安琪莉可·立摩朱）

2006年
- 魔法老師！春（相坂小夜）
- 魔法老師！夏（相坂小夜）

2007年
- 軟綿綿三國志突刺吧！小呂布子（松岡惠理）

2008年
- 魔法老師！ ～白之翼 ALA ALBA～（相坂小夜）
- 柳瀨嵩童話劇場（みみたん）

2009年
- 珍遊記 -太郎和愉快的小伙伴們-（日语：珍遊記 -太郎とゆかいな仲間たち-）
- 魔法老師！ ～另一個世界～（相坂小夜）

2010年
- 魔法老師！ 另一個世界Extra 魔法少女夕映♥（相坂小夜）

2018年
- 幽☆遊☆白書「是成是敗」（雪菜）

### 電影動畫
1991年
- 劇場版 魔法陣都市2 THE MOTION PICTURE（少女）

1992年
- SD鋼彈祭 SD鋼彈外傳 聖機兵物語（賽西莉·菲亞查德）
- 千本松原 與河流生活的少年們（日语：せんぼんまつばら 川と生きる少年たち）（花）

1993年
- 小咪的手掌（日语：みいちゃんのてのひら）（郁代）
- 劇場版 幽☆遊☆白書：夜叉的陰謀 （コテンニョ）

1994年
- 麵包超人：莉莉卡與魔幻魔法學校（日语：それいけ!アンパンマン リリカル☆マジカルまほうの学校）（桃）
- 劇場版 幽☆遊☆白書：冥界死鬥篇 炎之絆（雪菜）

1995年
- 劇場版 秀逗魔導士（梅莉琳）

1996年
- (超)劇場版！靈異教師神眉（雪姬）

1997年
- 靈異教師神眉：恐怖的暑假！妖海傳說（雪姬）
- 魔法學園露娜！青龍的秘密 -Supoko魔法作戰-（日语：LUNAR#アニメ映画）（賽妮雅）

1999年
- 少女革命 ～思春期默示錄（桐生七實）

2000年
- 哆啦A夢七小子：火車大暴走（羅賓）

2001年
- 夏日追蹤（日语：いのちの地球 ダイオキシンの夏）（瑪莉亞）
- 秀逗魔導士 PREMIUM（露瑪）

2002年
- 6 ANGELS（日语：シックス・エンジェルズ）（凱莎琳·豪克）
- 貓的報恩（町田的女友）

2006年
- 劇場版 神奇寶貝：神奇寶貝保育家與蒼海的王子 瑪納霏（瑪納霏）

2007年
- 老鼠物語：喬治和傑拉爾德的冒險（日语：ねずみ物語）（萍特）

2011年
- 劇場版 魔法老師！ ANIME FINAL（相坂小夜）

2017年
- 劇場版 見習神仙 秘密的心靈：引發奇蹟吧♪特普露與心跳神仙精靈界！ （帕利尼／帕利）

### 遊戲
1992年
- DOWN TOWN熱血行進曲（霧島裕子、上月茜）[注 3]

1993年
- 伊蘇IV The Dawn of Ys（莉莎）
- 秘密的花園（日语：秘密の花園 (ゲーム)）（上村奈保）

1994年
- 卒業寫真（日语：卒業写真/美姫#卒業写真）香村宏美）[注 3]
- POWER DoLLS 2（高鷲奈美）
- 寶魔獵人萊姆（日语：宝魔ハンターライム）（瀨尾水樹）[注 4]
- 女神天國（日语：女神天国）（安潔拉）[注 5]

1995年
- 寶魔獵人萊姆（瀨尾水樹）[注 6]
- Element Voice系列(4) 白鳥由里 ～Rainbow Harmony～（白鳥由里〈本人〉）[注 7]
- 輝水晶傳說Astal（日语：輝水晶伝説アスタル）（瑞妲）
- 水滸演武（日语：水滸演武）（一丈青 扈三娘）

1996年
- （索妮雅）
- ADVANCED V.G.（日语：ヴァリアブル・ジオ）（梁瀨薰）
- 安琪莉可Special2（日语：アンジェリークSpecial2）（第256代神鳥女王安琪莉可）
- 問答七彩夢 虹色町的奇跡（日语：クイズなないろDREAMS 虹色町の奇跡）（森永惠、妖精、星野學）
- 月花霧幻譚 ～TORICO～（日语：月花霧幻譚〜TORICO〜）（露易絲）
- 春風戰隊V Force（日语：はるかぜ戦隊Vフォース）（葵奈月）
- 魔法少女Fancy CoCo（CoCo）
- 閃電英雄 大悟的大冒險（日语：ライトニングレジェンド 大悟の大冒険）（銀雪、莫可莫可）
- 王國傳說2（ナズナ）

1997年
- 戀愛物語（日语：エーベルージュ）（諾伊修·艾馬爾菲）
- Queens Road（伊修塔露·索爾）
- （主人公）
- 靈異教師神眉（雪姬）
- （鴛淵茜）
- 心動美麗同盟（日语：ドキドキプリティリーグ#ドキドキプリティリーグ）（牧野泉）
- 魔法學園LUNAR！（日语：LUNAR さんぽする学園）（賽妮雅）
- 女神天國II（安潔拉）[注 8]

1998年
- 美少女雀士發行5週年紀念限定版（日语：アイドル雀士スーチーパイ）（梅野摩夜）
- 安琪莉可 二重奏（日语：アンジェリーク）（安琪莉可·立摩朱）
- 安琪莉可 天空的鎮魂曲（日语：アンジェリーク 天空の鎮魂歌）（第256代前宇宙女王安琪莉可）
- 戀愛物語 特別篇 ～戀愛與魔法的學園生活～（卡絲特·安達爾西亞）
- 千劍物語（日语：サウザンドアームズ）（米爾·溫德）
- 時空偵探DD2 叛逆的阿普薩拉爾（向島美冬）
- 雙面嬌娃（楠木翔子）
- Dancing Blade 任性桃天使！（小狗）
- 公主戰記（日语：プリンセスクエスト）（米勒弗耶）
- Lululi la Luala（奇魯奇魯）

1999年
- 女神戰記（阿衣、詩帆）
- 空戰奇兵3 電子領域（纊瀨玲名）
- CIRCADIA（日语：サーカディア）（朝倉優美）
- 烙印勇士 千年帝國之鷹篇 喪失花之章（莉塔）
- 悠久幻想曲3 Perpetual Blue（日语：悠久幻想曲#悠久幻想曲3 Perpetual Blue）（更紗）

2000年
- 安琪莉可 -三重奏-（日语：アンジェリーク トロワ）（第256代前宇宙女王安琪莉可）
- 悠久組曲 All Star Project（日语：悠久幻想曲）（更紗）
- 召喚夜響曲（克拉瑞特、考姆）
- 對戰戀愛模擬 德里菲茲魔法學園（卡絲特·安達爾西亞）
- 波波羅古洛伊斯物語II（日语：ポポロクロイス物語II）（娜兒希雅、凱）

2001年
- 機動天使ANGELIC LAYER 美咲與夢幻的天使們（小林鳩子）
- 召喚夜響曲2（樋口綾、克拉瑞特、考姆）
- 音速小子大冒險2（瑪莉亞．羅伯多尼克）
- 音速小子大冒險2 對戰（瑪莉亞．羅伯多尼克）

2002年
- 淪為回憶的妳 ～秋之回憶～（荷嶋深步）

2003年
- 安琪莉可 Etoile（日语：アンジェリーク エトワール）（第256代神鳥女王安琪莉可）
- Memories Off Mix（日语：メモオフみっくす）（荷嶋深步）

2004年
- 超級機器人大戰MX（雅奎兒·肯特羅姆）

2005年
- 音速小子暗影 The Hedgehog（瑪莉亞·羅伯多尼克）
- 超級機器人大戰MX Portable（雅奎兒·肯特羅姆）
- 魔法老師！第1堂課 這個小孩子老師是魔法使！（相坂小夜）
- 魔法老師！第2堂課 戰鬥吧少女們！麻帆良大運動會特輯（相坂小夜）
- 幽☆遊☆白書FOREVER（日语：幽☆遊☆白書FOREVER）（雪菜）

2006年
- 魔法老師！課外活動 少女們心動的海灘風情（相坂小夜）
- 魔法老師!? 第3堂課 戀愛和魔法和世界樹傳說（相坂小夜）

2007年
- THE BATTLE OF 幽☆遊☆白書 ～死鬥！暗黑武術會～ 120%（小波）
- 涼宮春日的約束（日语：涼宮ハルヒの約束）（喜綠江美里）

2008年
- 任天堂明星大亂鬥X（瑪納霏）

2009年
- 涼宮春日的激動（日语：涼宮ハルヒの激動）（喜綠江美里）

2011年
- 涼宮春日的追憶（喜綠江美里）

2012年
- 伊蘇 塞爾塞塔的樹海（莉莎[16]）
- 第2次超級機器人大戰OG（雅奎兒·肯特羅姆[17]）

2015年
- 波波羅古洛伊斯牧場物語（日语：ポポロクロイス牧場物語）（娜兒希雅[18]）
- 我家公主最可愛（愛宅姬·小森·維琪[19]）

2016年
- 召喚夜響曲6 消逝的境界（日语：サモンナイト6 失われた境界たち）（綾[20]）
- 超級機器人大戰OG THE MOON DWELLERS（雅奎兒·肯特羅姆）

2018年
- 波波羅克洛伊斯物語 娜露西亞之淚與妖精之笛（娜兒希雅[21]）

### 外語配音
年份不詳
- 一路順風，查理布朗（Violet Gray）
- 馬利和我2 小狗歲月（英语：Marley & Me: The Puppy Years）
- 龍捲風3 ：帝的怒火（德语：Tornado – Der Zorn des Himmels）（Liza）※朝日電視台版。

1991年
- 剪刀手愛德華（孫女）※朝日電視台版。

1998年
- 情結（英语：Changes (1991 film)）（Jessica Adams〈Renee O'Connor〉）※東京電視台版。

2001年
- 芭比與胡桃鉗的夢幻之旅

2002年
- 長髮公主芭比（Kelly〈Chantal Strand〉）

2003年
- 芭比之天鵝湖公主（Kelly〈Chantal Strand〉）
- 大力士（英语：Hercules (1998 TV series)）（海倫）

2005年
- 希弗和希索（芬蘭語：Heinähattu ja Vilttitossu (elokuva)）（Heinähattu〈 Katriina Tavi〉）

### 廣播劇CD
1992年
- 花之飛鳥組！2（日语：花のあすか組!#ドラマCD2）（尾木春美）

1993年
- 戰少女（霞渚）

1994年
- 英雄傳說III ～白髮魔女～（菲莉）
- 新·春香傳（春香）

1995年
- （東野亞里莎）
- CD廣播劇 英雄傳說III ～白髮魔女～「離群湖」（菲莉）

1996年
- 抓狂一族（長崎屋奈奈子）
- 特別劇場「寶魔獵人萊姆（日语：宝魔ハンターライム）」（瀨尾水樹）
- 魔法少女Fancy CoCo（CoCo）
- TWIN SIGNAL -SOUND THEATER-（艾拉拉）
- 宇宙海賊寶船組！ Capter2「宇宙的達尼」（惠比須）

1999年
- 魔法水果籃（草摩樂羅）

2000年
- 安琪莉可Fantasia ～Drama Selection～（安琪莉可·立摩朱）
- 在吉祥寺咖啡廳（日语：Cafe吉祥寺で） R6（一之宮純子）

2001年
- 在吉祥寺咖啡廳 R8（女性顧客）
- （琴姬）
- 純情房東俏房客 ～Silent Eve～ Love Hina WINTER SPECIAL（成瀨川梅）
  - 純情房東俏房客 （成瀨川梅）
- 光劍星傳EX 第2卷（可可洛）
- 秀逗魔導士 PREMIUM（露瑪）
- 熱帶雨林的爆笑生活（拉維納）

2002年
- 狂戀男子寮（日语：ミルククラウン (漫画)）（千金、羽月滿）
- WILD ARMS Advanced 3rd（日语：ワイルドアームズ アドヴァンスドサード）（碧兒特里雀）

2003年
- 想君 ～秋之回憶～（荷深步）

2005年
- S.S.D.S. ～Super Stylish Doctors Story～（日语：S.S.D.S. 〜Super Stylish Doctors Story〜） 廣播劇專輯Vol.1－3（索菲·歐爾里安教授）

2006年
- ALMIGHTY×10（日语：ALMIGHTY×10）（秋乃白雪）

2008年
- （相坂小夜）

### 旁白
- AX MUSIC FACTORY

### 布偶劇
- 兒童布偶劇場（日语：こどもにんぎょう劇場）「開花爺爺」（白）

### 電視節目
- （雙星仙子LALA，1993年10月5日－1994年3月29日，三麗鷗角色的兒童節目）
- （雙星仙子LALA，2017年4月2日－2020年3月29日，三麗鷗角色的兒童節目）
- 那些年我們聽過的歌曲（日语：あの歌がきこえる）（NHK綜合）

### 形象影片
- 突由里！（1995年）
- 由里上！（1996年）
- 聲優白書 白鳥由里 clear（1996年）

### DVD
年份不詳
- 怪獸農場特別篇 ～探索動畫的秘密～
- 魔法老師！麻帆良學園中等部2-A：Home Room

2006年
- 魔法老師！麻帆良學園 大麻帆良祭（日语：大麻帆良祭）（3月29日）

2007年
- 涼宮春日的激奏（日语：涼宮ハルヒの激奏）（7月27日）

### 廣播節目
- 青春冒險（日语：青春アドベンチャー） 王（年份不詳，女子）
- RADIMATION MOONWAVE 地球守護靈（文化放送、大阪放送：1993年7月11日－10月3日）
- SWAN（東海電台：1996年10月－1997年3月）

### 柏青哥遊戲
- CR靈異教師神眉 (2014年，雪姬)
- CR魔法老師！（2017年，相坂小夜[22]）

## 音樂作品

### 單曲
| 枚數 | 發行日期      | 單曲名稱（日文名稱） | 規格編號   | 最高名次 |
| ---- | ------------- | -------------------- | ---------- | -------- |
| ※    | 1993年10月6日 | 銀河☆浪漫（銀河☆ロマンス）        |            |          |
| 1st  | 1995年11月1日 |                      | VPDG-20637 |          |
| 2nd  | 1996年6月1日  | Summer Days          | VPDG-20666 |          |

### 專輯

#### 原創專輯
| 枚數 | 發行日期      | 專輯名稱（日文名稱） | 規格編號   | 最高名次 |
| ---- | ------------- | -------------------- | ---------- | -------- |
| 1st  | 1994年8月1日  | ANASTASIA            | VPCG-84230 |          |
| 2nd  | 1995年11月1日 | Caramel POP          | VPCG-84269 |          |
| 3rd  | 1997年11月1日 | Tendance d'eau       | VPCG-84637 |          |
| 4th  | 1999年3月25日 |                      | VPCG-84673 |          |

#### 迷你專輯
| 枚數 | 發行日期      | 專輯名稱（日文名稱） | 規格編號   | 最高名次 |
| ---- | ------------- | -------------------- | ---------- | -------- |
| 1st  | 1997年4月25日 | Baby's breath        | VPCG-84629 |          |

### 角色歌曲
| 發行日期 | 標題                                                     | 名義                                                                                   | 曲名                                                      | 備註                                            |
| 1995年   | 1995年                                                   | 1995年                                                                                 | 1995年                                                    | 1995年                                          |
| -------- | -------------------------------------------------------- | -------------------------------------------------------------------------------------- | --------------------------------------------------------- | ----------------------------------------------- |
| 3月25日  | 魔法騎士雷阿斯 形象歌曲 莫歌拿的畫圖歌                   | 傳說的魔法騎士、莫歌拿（白鳥由里）                                                     | 「」                                                      | 電視動畫《魔法騎士雷阿斯》相關歌曲              |
| 7月26日  | 魔法騎士雷阿斯 形象歌曲 莫歌拿的PPPNP                    | 傳說的魔法騎士、莫歌拿（白鳥由里）                                                     | 「音頭」 「音頭盆」                                       | 電視動畫《魔法騎士雷阿斯》相關歌曲              |
| 9月20日  | 魔法騎士雷阿斯 Original Song Book                        | 莫歌拿（白鳥由里）                                                                     | 「夢」                                                    | 電視動畫《魔法騎士雷阿斯》相關歌曲              |
| 1996年   |                                                          |                                                                                        |                                                           |                                                 |
| 1月1日   | 魔法騎士雷阿斯 Original Song Book 2                      | Primera with 莫歌拿（白鳥由里）                                                        | 「森」                                                    | 電視動畫《魔法騎士雷阿斯》相關歌曲              |
| 1997年   |                                                          |                                                                                        |                                                           |                                                 |
| 1月10日  | 魔法騎士雷阿斯 Best Song Book                            | 傳說的魔法騎士、莫歌拿（白鳥由里）                                                     | 「」 「音頭盆 Extra Remix」 「夢 Extra Remix」            | 電視動畫《魔法騎士雷阿斯》相關歌曲              |
| 11月24日 | With Rayearth                                            | 莫歌拿（白鳥由里）                                                                     | 「MOKONA'S GARDEN」                                       | 電視動畫《魔法騎士雷阿斯》相關歌曲              |
| 12月17日 | 魔法騎士雷阿斯 EXTRA 莫歌拿特別篇                        | 傳說的魔法騎士、莫歌拿（白鳥由里）                                                     | 「 Extra Remix」 「音頭」                                 | 電視動畫《魔法騎士雷阿斯》相關歌曲              |
| 2000年   |                                                          |                                                                                        |                                                           |                                                 |
| 8月23日  | 悠久幻想曲3 ～Perpetual Blue～ Maxi-single精選Vol.8 更紗 | 更紗（白鳥由里）                                                                       | 「Grateful Voices」                                       | 遊戲《悠久幻想曲3 Perpetual Blue》相關歌曲      |
| 2003年   |                                                          |                                                                                        |                                                           |                                                 |
| 3月5日   | 淪為回憶的妳 ～秋之回憶～ 回憶精選Vol.2 荷嶋深步         | 荷嶋深步（白鳥由里）                                                                   | 「BELIEVE」                                               | 遊戲《淪為回憶的妳 ～秋之回憶～》相關歌曲       |
| 2004年   |                                                          |                                                                                        |                                                           |                                                 |
| 5月1日   | 麻帆良學園中等部2-A 出席號碼之歌                         | 麻帆良學園中等部2-A                                                                    | 「出席番」                                                | 電視動畫《魔法老師！》角色歌曲                  |
| 10月27日 | 魔法老師 麻帆良學園中等部2-A 1月：黑暗福音和人偶         | 黑暗福音和人偶                                                                         | 「Maze of the dark」                                      | 電視動畫《魔法老師！》角色歌曲                  |
| 2005年   |                                                          |                                                                                        |                                                           |                                                 |
| 2月16日  | Happy☆Material 1月度：Original Version                   | 麻帆良學園中等部2-A                                                                    | 「☆ 1月度」                                               | 電視動畫《魔法老師！》片頭主題曲                |
| 3月9日   | 麻帆良學園中等部2-A：音樂課程〈主要出席號碼之歌〉        | 麻帆良學園中等部2-A                                                                    | 「出席番」                                                | 電視動畫《魔法老師！》相關歌曲                  |
| 8月3日   | Happy☆Material 31人ver.／給輝煌的你～Peace               | 麻帆良學園中等部2-A                                                                    | 「☆（31人Ver. TV）」                                      | 電視動畫《魔法老師！》片頭主題曲                |
| 8月3日   | Happy☆Material 31人ver.／給輝煌的你～Peace               | 麻帆良學園中等部2-A                                                                    | 「輝君～Peace」                                           | 電視動畫《魔法老師！》片尾主題曲                |
| 2007年   |                                                          |                                                                                        |                                                           |                                                 |
| 1月24日  | 涼宮春日的憂鬱 角色歌曲 Vol.7 喜綠江美里                 | 喜綠江美里（白鳥由里）                                                                 | 「fixed mind」 「 ～Ver.喜江美里～」                      | 電視動畫《涼宮春日的憂鬱》相關歌曲              |
| 1月24日  | 魔法老師!? 1000%BOX                                      | 相坂小夜（白鳥由里）、朝倉和美（笹川亞矢奈）、超鈴音（高本惠）、四葉五月（井之上直美） | 「1000%SPARKING！」                                       | 電視動畫《魔法老師!?》片頭主題曲                |
| 1月24日  | 魔法老師!? 1000%BOX                                      | 相坂小夜（白鳥由里）、朝倉和美（笹川亞矢奈）、超鈴音（高本惠）、四葉五月（井之上直美） | 「A-LY-YA！」                                             | 電視動畫《魔法老師!?》片尾主題曲                |
| 1月24日  | 魔法老師!? 1000%BOX                                      | 相坂小夜（白鳥由里）、朝倉和美（笹川亞矢奈）、超鈴音（高本惠）、四葉五月（井之上直美） | 「1000%SPARKING！〈〉」                                   | 電視動畫《魔法老師!?》相關歌曲                  |
| 1月24日  | 魔法老師!? 1000%BOX                                      | 麻帆良學園中等部3-A+涅吉·史普林菲爾德                                                  | 「1000%SPARKING！」 「A-LY-YA！」                         | 電視動畫《魔法老師!?》相關歌曲                  |
| 3月7日   | 魔法老師!? 歌唱之CD（2）                                 | 相坂小夜（白鳥由里）、朝倉和美（笹川亞矢奈）                                           | 「笑顔花」                                                | 電視動畫《魔法老師!?》相關歌曲                  |
| 9月26日  | 魔法老師!? 精選專輯                                      | 相坂小夜（白鳥由里）、朝倉和美（笹川亞矢奈）                                           | 「笑顔花」                                                | 電視動畫《魔法老師!?》相關歌曲                  |
| 9月26日  | 魔法老師!? 精選專輯                                      | 麻帆良學園中等部3-A+涅吉·史普林菲爾德                                                  | 「Hello Again」                                           | 電視動畫《魔法老師!?》相關歌曲                  |
| 2008年   |                                                          |                                                                                        |                                                           |                                                 |
| 8月27日  | Happy☆Material Return                                    | 麻帆良學園中等部3-A                                                                    | 「☆マテリアル リターン」                                  | OVA《魔法老師！ ～白之翼 ALA ALBA～》片頭主題曲 |
| 8月27日  | Happy☆Material Return                                    | 麻帆良學園中等部3-A                                                                    | 「輝君」                                                  | OVA《魔法老師！ ～白之翼 ALA ALBA～》片尾主題曲 |
| 8月27日  | Happy☆Material Return                                    | 麻帆良學園中等部3-A                                                                    | 「A-LY-YA！」                                             | 電視動畫《魔法老師!?》相關歌曲                  |
| 2011年   |                                                          |                                                                                        |                                                           |                                                 |
| 8月24日  | 風約束 -旅立歌-                                          | 麻帆良學園中等部3-A+涅吉·史普林菲爾德                                                  | 「風約束 -旅立歌-」                                       | 電影動畫《劇場版 魔法老師！ ANIME FINAL》主題歌 |
| 2017年   |                                                          |                                                                                        |                                                           |                                                 |
| 4月26日  | ～！／♪！                                                | ERIKA／合音：心的9位神仙精靈                                                           | 「～！」                                                  | 電視動畫《見習神仙精靈》片頭主題曲              |
| 4月26日  | ～！／♪！                                                | 四葉心（本渡楓）with 心的9位神仙精靈+荔枝                                              | 「♪！」                                                   | 電視動畫《見習神仙精靈》片尾主題曲              |
| 6月28日  | 魔法老師！ Complete BOX I 特典CD「Complete CD I」        | 麻帆良學園中等部2-A                                                                    | 「☆ 1月度」                                               | 電視動畫《魔法老師！》相關歌曲                  |
| 6月28日  | 魔法老師！ Complete BOX I 特典CD「Complete CD I」        | 麻帆良學園中等部2-A                                                                    | 「☆（31人Ver. TV）」 「輝君～Peace」 「出席番」 「☆（）」 | 電視動畫《魔法老師！》相關歌曲                  |
| 6月28日  | 魔法老師！ Complete BOX I 特典CD「Complete CD I」        | 黑暗福音和人偶                                                                         | 「Maze of the dark」                                      | 電視動畫《魔法老師！》相關歌曲                  |
| 8月9日   | 魔法老師！ Complete BOX II 特典CD「Complete CD II」      | 相坂小夜（白鳥由里）、朝倉和美（笹川亞矢奈）、超鈴音（高本惠）、四葉五月（井之上直美） | 「1000%SPARKING！」 「A-LY-YA！」                         | 電視動畫《魔法老師!?》相關歌曲                  |
| 8月9日   | 魔法老師！ Complete BOX II 特典CD「Complete CD II」      | 麻帆良學園中等部3-A+涅吉·史普林菲爾德                                                  | 「1000%SPARKING！」 「A-LY-YA！」 「Hello Again」         | 電視動畫《魔法老師!?》相關歌曲                  |
| 8月9日   | 魔法老師！ Complete BOX II 特典CD「Complete CD II」      | 相坂小夜（白鳥由里）、朝倉和美（笹川亞矢奈）                                           | 「笑顔花」                                                | 電視動畫《魔法老師!?》相關歌曲                  |
| 9月20日  | 魔法老師！ Complete BOX III 特典CD「Complete CD III」    | 麻帆良學園中等部3-A                                                                    | 「☆」 「輝君」                                            | OVA《魔法老師！ ～白之翼 ALA ALBA～》相關歌曲   |
| 9月20日  | 魔法老師！ Complete BOX III 特典CD「Complete CD III」    | 麻帆良學園中等部3-A+涅吉·史普林菲爾德                                                  | 「風約束 -旅立歌-」                                       | 電影動畫《劇場版 魔法老師！ ANIME FINAL》主題歌 |

### 其它參加樂曲
| 發行日期 | 標題                                        | 名義     | 曲名     | 備註                                 |
| 1995年   | 1995年                                      | 1995年   | 1995年   | 1995年                               |
| -------- | ------------------------------------------- | -------- | -------- | ------------------------------------ |
| 7月21日  | CD廣播劇 英雄傳說III ～白髮魔女～「離群湖」 | 白鳥由里 | 「片思」 | 遊戲《英雄傳說III 白髮魔女》相關歌曲 |
| 1996年   |                                             |          |          |                                      |
| 5月22日  | Falcom Vocal Collection IV                  | 白鳥由里 | 「片思」 | 遊戲《英雄傳說III 白髮魔女》相關歌曲 |

### 樂曲提供
1994年
- 收錄在白鳥她的首張專輯《ANASTASIA（日语：ANASTASIA）》裡。
  - 青空自車（作曲）
  - 草（作詞、作曲）
  - 永遠水音（作詞、作曲）
  - ！（作詞、作曲、編曲）

1995年
- 笑顔（作曲）

1997年
- 宇宙（作詞）

## 腳註

## 外部連結
- （日語）
- 81 Produce公式官網的聲優簡介 （页面存档备份，存于） （日語）